# Néma segélykiáltás

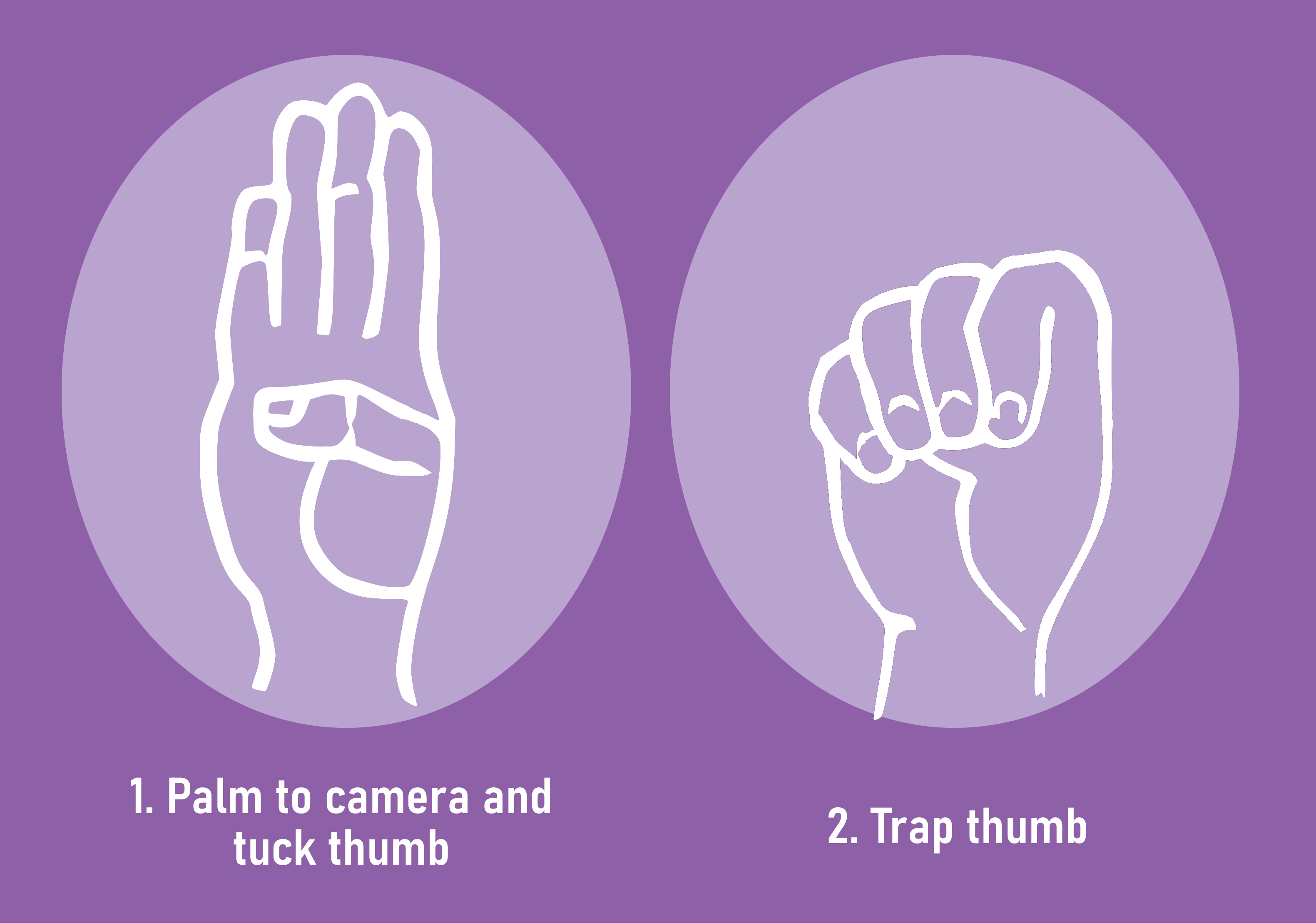
A kézjel: 1. Négy kinyújtott ujj alá hajtani a hüvelykujjat. 2. Ráhajtani a négy ujjat a hüvelykujjra; majd a mozdulatot megismételni.

A néma segélykiáltás vagy segélykérő kézjel, angol nevén Signal for Help  vagy Violence at Home Signal for Help („családon belüli erőszak segélykérő jelzés”) egyezményes kézjelzés, melyet bárki használhat, személyesen vagy akár videóchaten is, hogy jelezze, hogy nem érzi biztonságban magát vagy segítségre van szüksége.
A kézjel egy folyamatos, ismételt mozdulatsorból áll: négy kinyújtott ujj alá kell hajtani a hüvelykujjat, majd ráhajtani a négy ujjat a hüvelykujjra.

## Története és jelentősége
A Covid19-pandémia idején megnövekedett a családon belüli erőszak eseteinek száma, és a járványügyi korlátozások nehezebbé tették a segítségkérést. A segélykérést megkönnyítő kézjelet a Kanadai Nők Alapítványa alkotta meg és 2020. április 14-én tette közzé. Miután a Women's Funding Network is átvette, elkezdett terjedni. A helyi és nemzetközi reakciók is pozitívak voltak.
Azzal az felvetéssel kapcsolatban, hogy a bántalmazók tudomást szerezhetnek egy ilyen széles körű online kezdeményezésről, a Kanadai Nők Alapítványa és más szervezetek is úgy nyilatkoztak, hogy ez a jelzés nem a „tökéletes megoldás”, sokkal inkább egy eszköz, amellyel valaki segítséget kérhet.
A kampány szerint ha valaki ilyen kézjelet lát egy videóhívás során, próbálja meg másképp is felvenni a kapcsolatot a személlyel, kérdezzen egyszerű eldöntendő (igen-nem) kérdéseket, és csak akkor hívja a vészhelyzeti telefonszámot, ha a segélykérő erre kéri. Ezzel szemben a Magyar Rendőrség arra kéri a lakosságot, hogy ha ilyen kézjelet látnak, hívják a 112-t és adják meg a pontos körülményeket, személyleírást, és minden olyan adatot, ami segíthet azonosítani a bajban lévő személyt és a feltételezett elkövetőt.
2021 novemberében a kézjel segítségével mentettek meg egy elrabolt tinilányt Kentuckyban, az Amerikai Egyesült Államokban.